# Nicolas Le Riche
Nicolas Le Riche (Sartrouville, 29 gennaio 1972) è un ballerino e coreografo francese.

## Biografia
A dieci anni Nicholas Le Riche fu ammesso alla Scuola di danza dell'Opéra di Parigi e sei anni dopo entrò nel corpo di ballo del Balletto dell'Opéra di Parigi. Promosso sujet nel 1990 e ballerino principale nel 1991, Rudol'f Nureev lo volle come Mercuzio e poi Romeo nel suo Romeo e Giuletta, oltre a volerlo nel cast dei suoi Rajmonda e La Bayadère. Nel 1993 fu promosso ad etoile dopo un'esibizione di Giselle e successivamente danzò le coreografie di Jiri Kulian, William Forsythe e John Neumeier, alcune delle quali create specificamente per Le Riche. Danzò anche a livello internazionale, danzando con il New York City Ballet, il Teatro Alla Scala, la Royal Opera House, il Teatro Mariinskij, il Teatro Bol'šoj e il Teatro reale danese. Nel 1995 vinse il Prix Benois de la Danse. Si ritirò dalle scene nel luglio 2014 e dal 2015 al 2017 fu il co-direttore del balletto al Théâtre des Champs-Élysées. Dal 2017 dirige il Balletto reale svedese.
Le Riche è sposato con la ballerina Clairemarie Osta.

## Filmografia parziale
- Lo scafandro e la farfalla (Le scaphandre et le papillon), regia di Julian Schnabel (2007)
- La ballerina del Bolshoi (Большой), regia di Valerij Todorovskij (2017)